# 福木村
福木村（ふくきむら）は、広島県安佐郡にあった村。現在の広島市東区の一部にあたる。

## 地理
東は呉娑々宇山、西は二ケ城山をそれぞれ主峰とする山塊に挟まれた山間に位置していた

## 歴史
- 1889年（明治22年）4月1日、町村制の施行により、高宮郡福田村、馬木村が合併して村制施行し、福木村が発足[1][2]。旧村名を継承した福田、馬木の2大字を編成[2]。
- 1898年（明治31年）10月1日、郡の統合により安佐郡に所属[1][2]。
- 1945年（昭和20年）広島原爆投下後、多くの被災者が避難し、福木国民学校・馬木演習場に収容された[2]。
- 戦後、演習場跡地に開拓団が入植した[2]。
- 1956年（昭和31年）3月31日、安芸郡温品村と合併し、町制施行し安芸郡安芸町を新設して廃止された[1][2]。

### 地名の由来
合併旧村名の各一文字を組み合わせたもの。

## 産業
- 農業、庭木、造園業、花卉[2]。

## 交通

### 乗合バス
- 1923年（大正12年）H・K自動車商会が広島～福田間に乗合バス運行[2]。

## 陸軍施設
- 1908年（明治41年）大字馬木の大原に陸軍演習場が設置された[2]。

## 出身著名人
- 東谷傳次郎（会計検査院長）